# Röd trumfisk
Röd trumfisk (Sciaenops ocellatus) är en salt- och brackvattensfisk i familjen havsgösfiskar som finns i västra Atlanten. Den kallas även röd havsgös.

## Utseende
En avlång fisk, något sammantryckt från sidorna, med förhållandevis rak panna, lätt välvd rygg och trubbig nos med stor mun och flera korta skäggtömmar under hakan. Analfenan är svagt ingröpt, och av de två ryggfenorna har den främre 10 taggstrålar, den bakre en taggstråle och 23 till 25 mjukstrålar. Analfenan har på liknande vis 2 taggstrålar och 8 till 9 mjukstrålar. Färgen är vanligtvis mer eller mindre kraftigt kopparfärgad på ovansidan, även om den kan även vara nästan helt silverfärgad. Undersidan är ljusare, ibland helt vit. Nära slutet av stjärtfenans spole har den en tydlig, svart fläck. Det förekommer även individer med flera fläckar, och, om än mycket sällsynt, sådana utan någon fläck alls. Den blir vanligtvis uppemot 100 cm lång, även om arten kan bli så mycket som 155 cm och väga 45 kg.

## Vanor
Den röda trumfisken lever över sandiga bottnar, gärna med inslag av dy, i kontinentalhyllans vatten i närheten av kusten och bukter och flodmynningarnas brackvatten. Ungfiskarna håller sig i flodmynningar eller nära kusten till 3- eller 4-årsåldern. Arten är tolerant mot växlande salthalt och har påträffats både i mycket salt vatten som rent sötvatten under sina lekvandringar. Den är även påtagligt tmperaturtolerant och tål allt från 4 till 34 °C. Ungfiskarna lever på räkor, små krabbor och maskar. När de blir äldre tar de även större krabbor och småfisk. Vanligtvis tar de bytet vid botten, men de kan även fånga det högre upp om de får tillfälle. Som många andra havsgösfiskar kan arten ge ifrån sig ett trummande ljud.
Arten är långlivad; som mest kan den bli 60 år gammal.

### Fortplantning
Hanen blir könsmogen mellan 1 och 3 år, och honan mellan 3 och 6. Lektiden varar från mitten av augusti till oktober-november. Leken försiggår vanligen i flodmynningar, dit fiskarna vandrar. Under leken kan honan lägga mellan 500 000 till 2 miljoner 1 mm-stora ägg, som kläcks efter drygt ett dygn. Larverna är pelagiska och driver in till sjögräsbäddar med strömmarna.

## Utbredning
Utbredningsområdet omfattar Nordamerikas östkust från Massachusetts över södra Florida i USA till norra Mexiko.

## Ekonomisk användning
Arten anses vara en god matfisk; den är emellertid endast föremål för ett mindre kommersiellt fiske, men är mera vanlig i fiskodlingar, och är en mycket populär sportfiskefisk. Den är också vanlig i offentliga akvarier.